# Rootgebruiker
De rootgebruiker (ook wel bekend als root of superuser) is de gebruikelijke naam voor het hoogste beheeraccount van een Unix-computersysteem.
De rootgebruiker kan allerlei, voornamelijk administratieve, taken uitvoeren die bij normaal gebruik niet mogelijk zijn, zoals het wijzigen van eigendom van (alle) bestanden, het koppelen van applicaties aan poorten onder de 1024 en het toevoegen en verwijderen van andere gebruikers. Omdat de rootgebruiker in staat is om elk commando op een computersysteem uit te voeren, is het normaliter een goed idee om het account alleen te gebruiken voor systeembeheer en om normale activiteiten onder een gewoon gebruikersaccount uit te voeren. Zo wordt voorkomen dat gedurende normaal gebruik potentieel gevaarlijke acties kunnen worden uitgevoerd. Hiervoor gebruikt men vaak de sudofunctie: voor een commando dat iemand met rootgebruikerprivileges wil uitvoeren, wordt er sudo voor het commando toegevoegd (dus bijvoorbeeld sudo vi /etc/passwd), en na het invoeren van het wachtwoord van de rootgebruiker (afhankelijk van de configuratie is een wachtwoord niet altijd verplicht) zal het commando worden uitgevoerd met de extra privileges. Na afloop wordt het rootgebruik automatisch beëindigd.
Softwarefouten die ervoor zorgen dat iemand rootgebruiker kan worden ("to gain root access") zijn een belangrijk probleem en het voorkomen hiervan (onder andere door regelmatig software te patchen) is een belangrijk onderdeel om ervoor te zorgen dat het computersysteem veilig blijft. Een wijdverbreide manier om rootgebruik te bemachtigen is om een zogenaamde bufferoverloop te veroorzaken in een programma dat al draait met rootgebruikerprivileges.